# Bureau national de métrologie
Pour les articles homonymes, voir BNM.

Logo du BNM.

Le Bureau national de métrologie (BNM) est une ancienne institution française, qui était chargée de coordonner l'action des ministères en matière de métrologie, notamment d'assurer les chaînes d'étalonnage.
Il a existé entre 1969 et 2005, date à laquelle il a été absorbé par le Laboratoire national d'essais pour former le Laboratoire national de métrologie et d'essais (LNE).

## Histoire
Le Bureau est créé en 1969 auprès de la Délégation générale à la recherche scientifique et technique. Cette même année, sous l’impulsion du BNM, le Laboratoire de métrologie des rayonnements ionisants (LMRI) du Commissariat à l’énergie atomique est désigné comme laboratoire national référent dans le domaine des rayonnements ionisants. Le LMRI est alors l’héritier du Laboratoire de mesure des radioéléments (LMR), né en 1949 (sous le nom SMR – Section de Mesure des Radioéléments).
En 1994, l'un de ses services, BNM-FRETAC (France Étalonnage Accréditation), est transféré dans le Comité français d'accréditation (COFRAC) nouvellement créé.
La même année, le BNM est constitué en un groupement d'intérêt public entre, d'une part, l'État, représenté par le ministre chargé de l'Industrie et par le ministre chargé de la Recherche, et d'autre part, le Commissariat à l'énergie atomique, le Conservatoire national des arts et métiers (CNAM), le LCIE Bureau Veritas, le Laboratoire national d'essais (LNE) et l'Observatoire de Paris. Ce groupement, créé pour une durée initiale de six ans, est prorogé en 2001. L'intérêt de ce changement de statut est l'acquisition d'une personnalité morale, mais il souffre aussi de son caractère non pérenne.
C'est la raison pour laquelle, en 2005, il est définitivement absorbé par le Laboratoire national d'essais, structure durable, qui devient à cette occasion le Laboratoire national de métrologie et d'essais.

## Mission
Le Bureau national de métrologie avait pour mission la création, le développement et l'utilisation d'étalons de mesure, étalons primaires ou de références, pour l'industrie dans les domaines des techniques de pointe.

## Présidents
| Président         | Arrêté de nomination | Arrêté de nomination |
| ----------------- | -------------------- | -------------------- |
| Jean Debiesse     | 16 mars 1970         | [ d ]                |
| Pierre Grivet     | 4 avril 1972         | [ e ]                |
| Pierre Aigrain    | 8 septembre 1975     | [ f ]                |
| Claude Fréjacques | 21 février 1978      | [ g ]                |
| Maurice Magnien   | 10 juillet 1980      | [ h ]                |
| Maurice Magnien   | 21 septembre 1982    | [ i ]                |
| Maurice Magnien   | 2 novembre 1984      | [ j ]                |
| Maurice Magnien   | 21 novembre 1986     | [ k ]                |
| Jean Carpentier   | 31 juillet 1989      | [ l ]                |
| Jean Carpentier   | 2 juillet 1991       | [ m ]                |
| Jean Carpentier   | 6 septembre 1993     | [ n ]                |
| Jean Kovalevsky   | 1995                 |                      |

## Publications
Le BNM a publié le Bulletin d'information du Bureau national de métrologie  (ISSN 0373-3815) de 1970 à 1985, puis le Bulletin du Bureau national de métrologie  (ISSN 0982-2232) de 1986 à 2004.